# Maaschwitz
Maaschwitz ist seit 2011 ein Ortsteil der Stadt Colditz am rechten Ufer der Freiberger Mulde im Landkreis Leipzig in Sachsen, zuvor war der Ort ein Ortsteil von Zschadraß.

## Lage und Erreichbarkeit

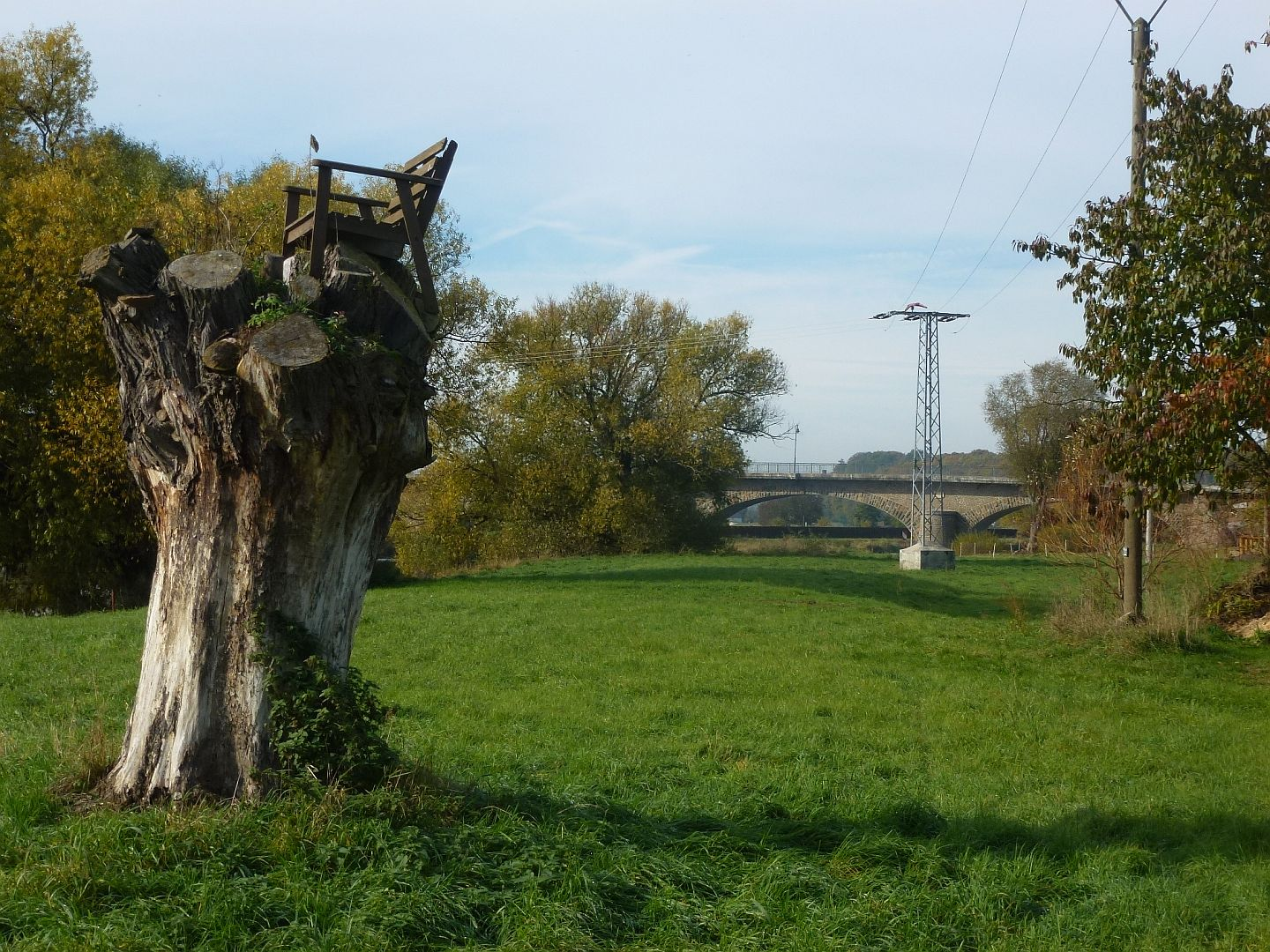
Brücke über die Freiberger Mulde zwischen Podelwitz und Maaschwitz

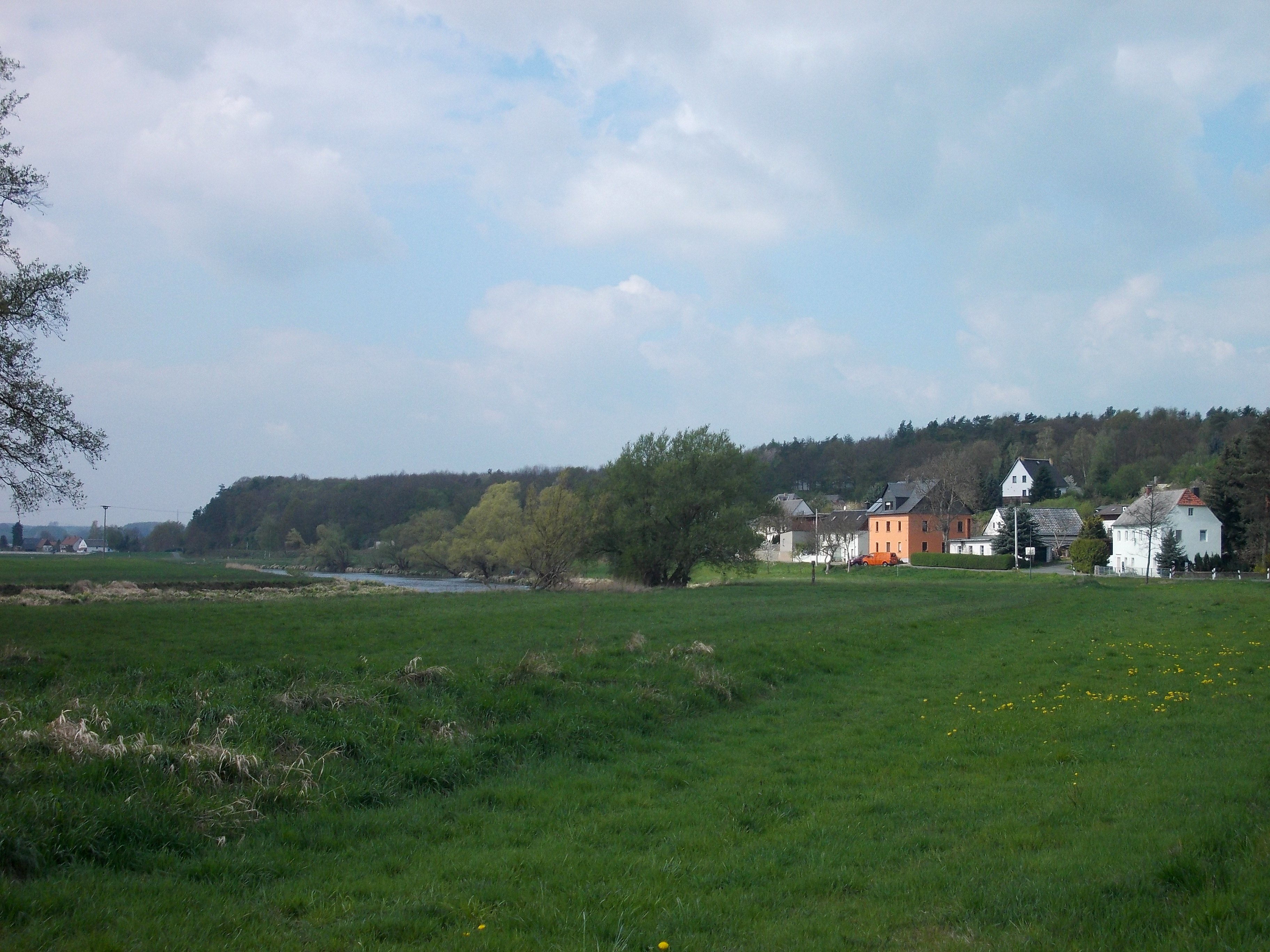
Freiberger Mulde

Maaschwitz liegt ca. 6 km nordöstlich der Stadt Colditz und ist über die B 107 und die K8340 mit ihr verbunden.

## Geschichte
Als Siedlung wurde Maaschwitz erstmals 1246 unter dem Namen Maswitz in Urkunden erwähnt.